# 시쇼촌
시쇼촌(일본어: 四所村)은 일본 교토부 가사군에 설치되었던 촌이다. 현재의 마이즈루시 북서부, 마이즈루만 서안에 해당한다.

## 역사
- 1889년 4월 1일 - 정촌제 시행에 의해 8촌의 구역을 가지고 성립하였다.
- 1936년 8월 1일 - 미야즈루정에 편입, 동일 시쇼촌은 폐지되었다.

## 교통

### 철도
- 일본 철도성
  - 미야즈선 (현 교토 탄고철도 미야마이선)

### 도로
- 단고 가도 (현 국도 제175호선)

## 참고문헌
- 가도카와 일본 지명 대사전 26 京都府